# سی.کا.ام.
سی.کا.ام (لهستانی: CKM) مجله‌ای لهستانی مختص مردان است که در کشورهای لهستان، مجارستان و صربستان به زبان محلی چاپ می‌شود. دفتر مرکزی این مجله در شهر ورشو واقع شده و حروف اختصاری عنوانِ مجله سرواژه عبارت لهستانی «Czasopismo każdego mężczyzny» (معنای تقریبی: مجله‌ای برای هر مرد)، عبارت مجارستانی «Céltudatos Kalandvágyó [Férfiak] Magazinja» (معنای تقریبی: مجلهٔ مردان ماجراجوی هدفمند) و عبارت صربی «Cice, Kola, Medvedi» (معنای تقریبی: جوانان، خودروها، مردان استوار) است. این مجله در سال ۱۹۹۸ راه‌اندازی شد.